# Leon Kapliński
Leon Kapliński est un peintre polonais, né le 4 mai 1826 à Lisów et mort à Miłosław le 16 mars 1873 .

## Biographie
Leon Kapliński est le fils de Jean Kapliński et Julie Grabowska.
Il étudie le droit et la philosophie à Varsovie et à Wrocław. En 1845, il rejoint Séverin Mielżyński et participe à des complots contre l'oppression tsariste. Il est arrêté mais s'échappe en Grande-Pologne; il est arrêté par la police prussienne pour avoir participé aux mouvements révolutionnaires en Haute-Silésie. Il participe aux événements du Printemps des Nations 1848. Il est emprisonné à la prison de Berlin-Moabit, puis est jugé dans un procès à Berlin. La même année, il se rend à Paris. Il est ami avec Henryk Rodakowski, Jan Matejko et Cyprian Kamil Norwid. 
Il épouse à Paris Helena Michalina Hryniewicka.
En 1871, il quitte Paris et retourne en Pologne ; il s'installe à Cracovie. Puis il déménage à Miłosław. Il meurt le 16 mars 1873.